# Putkaste (Lääne-Nigula)
Koordinaten: 58° 51′ N, 23° 48′ O
Putkaste (deutsch Putkas) ist ein Dorf (estnisch küla) in der Landgemeinde Lääne-Nigula (bis 2017: Landgemeinde Martna) im Kreis Lääne in Estland.

## Einwohnerschaft und Lage
Der Ort hat 39 Einwohner (Stand 31. Dezember 2011). Er liegt 19 Kilometer südöstlich der Landkreishauptstadt Haapsalu. Seine Fläche beträgt 5,5 Quadratkilometer.

## Gut von Putkaste

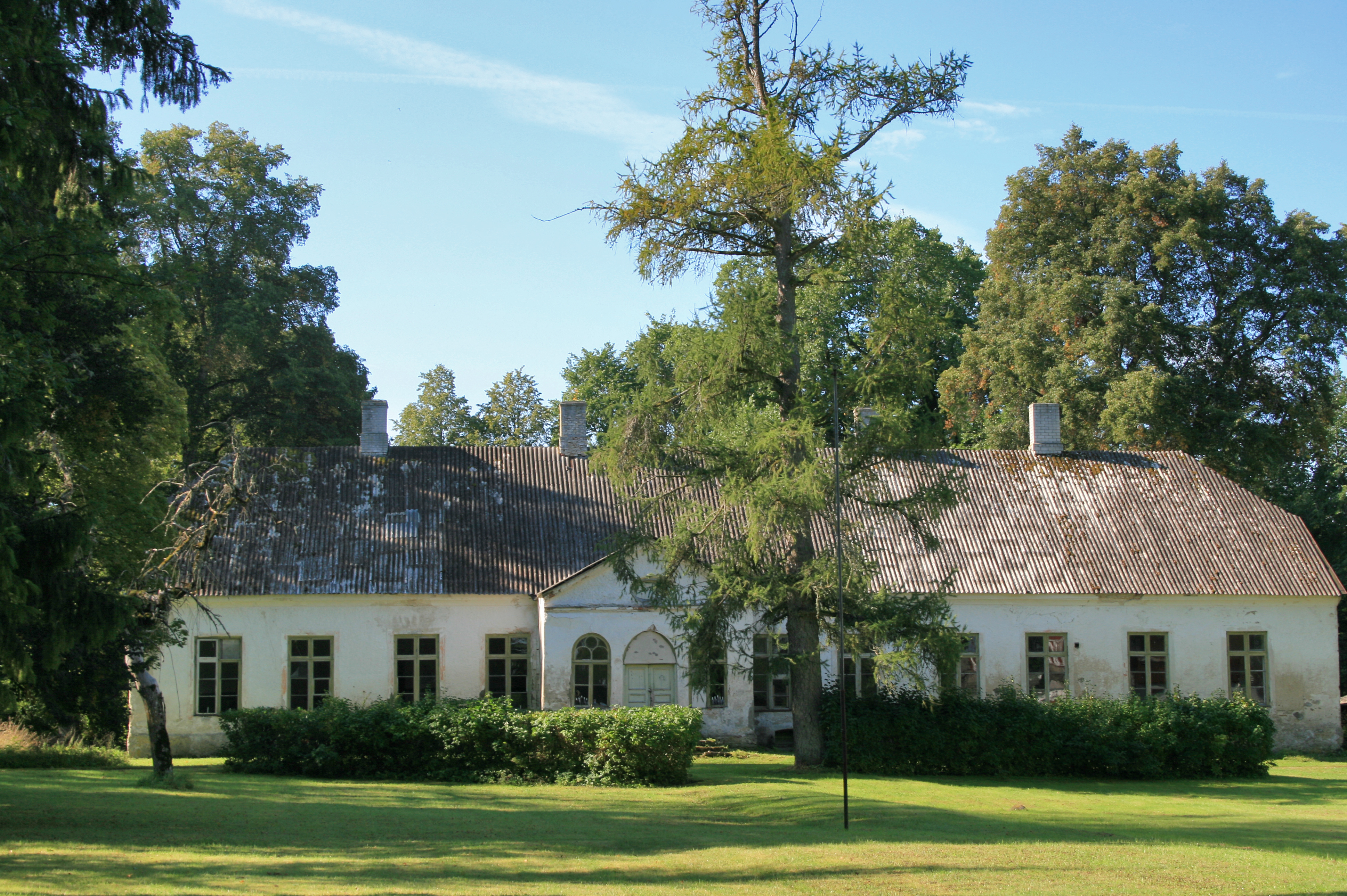
Ehemaliges Herrenhaus des Guts

Zu Beginn des 16. Jahrhunderts war der Ort eine Präbende der Domherren von Haapsalu. Der Hof entstand während der schwedischen Herrschaft über das Gebiet. Von 1628 bis 1691 gehörte er zur Grafschaft Haapsalu.
Seit dem Ende des 18. Jahrhunderts stand er mit Unterbrechungen im Eigentum der adligen deutschbaltischen Familie Maydell. Letzter Privateigentümer vor der Enteignung im Zuge der estnischen Landreform 1919 war Herbert Baron Maydell.